# Ernst Roeber

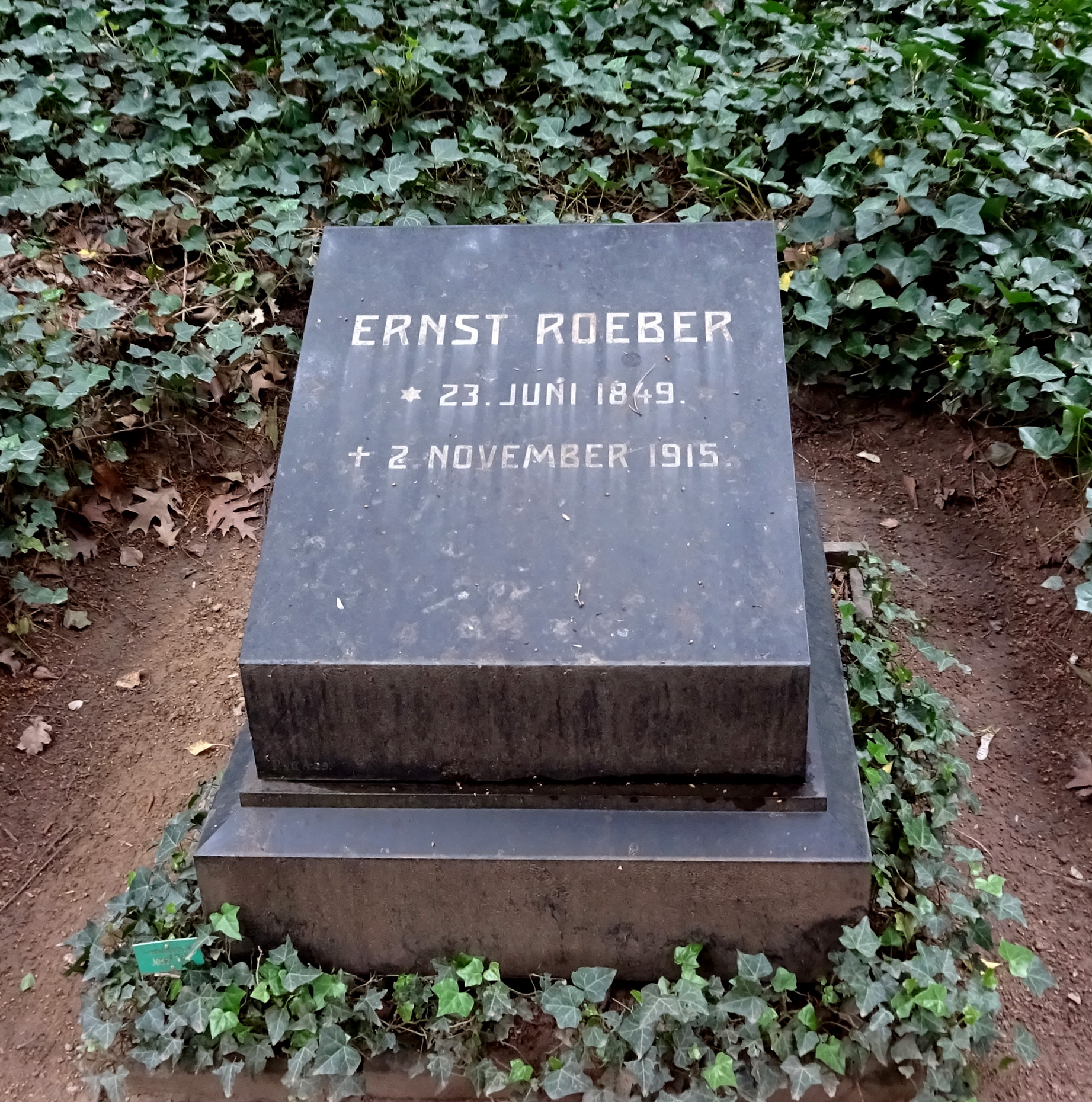
Grabstein des Malers Ernst Roeber auf dem Nordfriedhof Düsseldorf (2019)

Ernst Roeber (* 23. Juni 1849 in Elberfeld, Rheinprovinz; † 2. November 1915 in Düsseldorf) war ein deutscher Maler der Düsseldorfer Schule.

## Leben
Roeber wurde als Sohn des Bankiers und Schriftstellers Friedrich Roeber (1819–1901) in Elberfeld (heute Wuppertal) geboren. Der Vater war dort Prokurist und später Teilhaber des Bankhauses Von der Heydt, Kersten und Söhne. Nachdem er das Gymnasium in Elberfeld (1858–1867) besucht und dort das Abitur abgelegt hatte, erhielt Ernst Roeber – wie auch sein jüngerer Bruder Fritz (1851–1924) – seine künstlerische Ausbildung von 1867 bis 1869 an der Kunstakademie Düsseldorf bei Karl Müller und Julius Roeting. Außerdem erhielt er dort Privatunterricht bei dem Maler Eduard Bendemann. Von 1880 bis 1901 unterrichtete er selbst an der Düsseldorfer Akademie. Am 23. Mai 1901 heiratete er in Elberfeld Helene Schlieper, geborene Baum (1846–1912), die Witwe des Industriellen Gustav Schlieper. In diesem Jahr ging er nach Berlin. 1905 erhielt er den Roten Adlerorden III. Klasse mit der Schleife. Später kehrte er wieder nach Düsseldorf zurück.
Roeber war Mitglied der Allgemeinen Deutschen Kunstgenossenschaft und des Künstlervereins Malkasten.

## Werke (Auswahl)

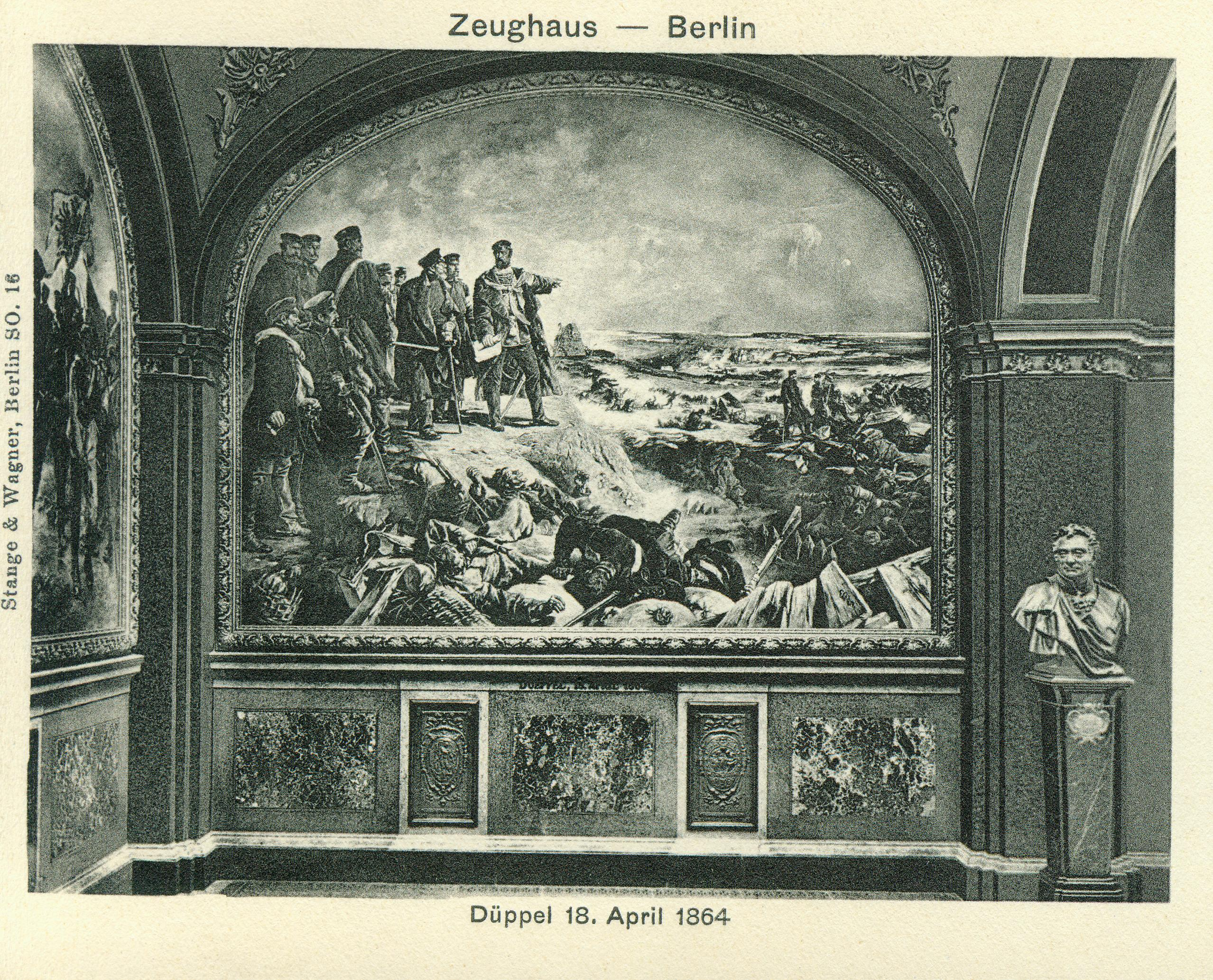
Sturm auf die Düppeler Schanzen 1864, Schwarz-Weiß-Foto des Wandbildes aus einer Veröffentlichung um 1888

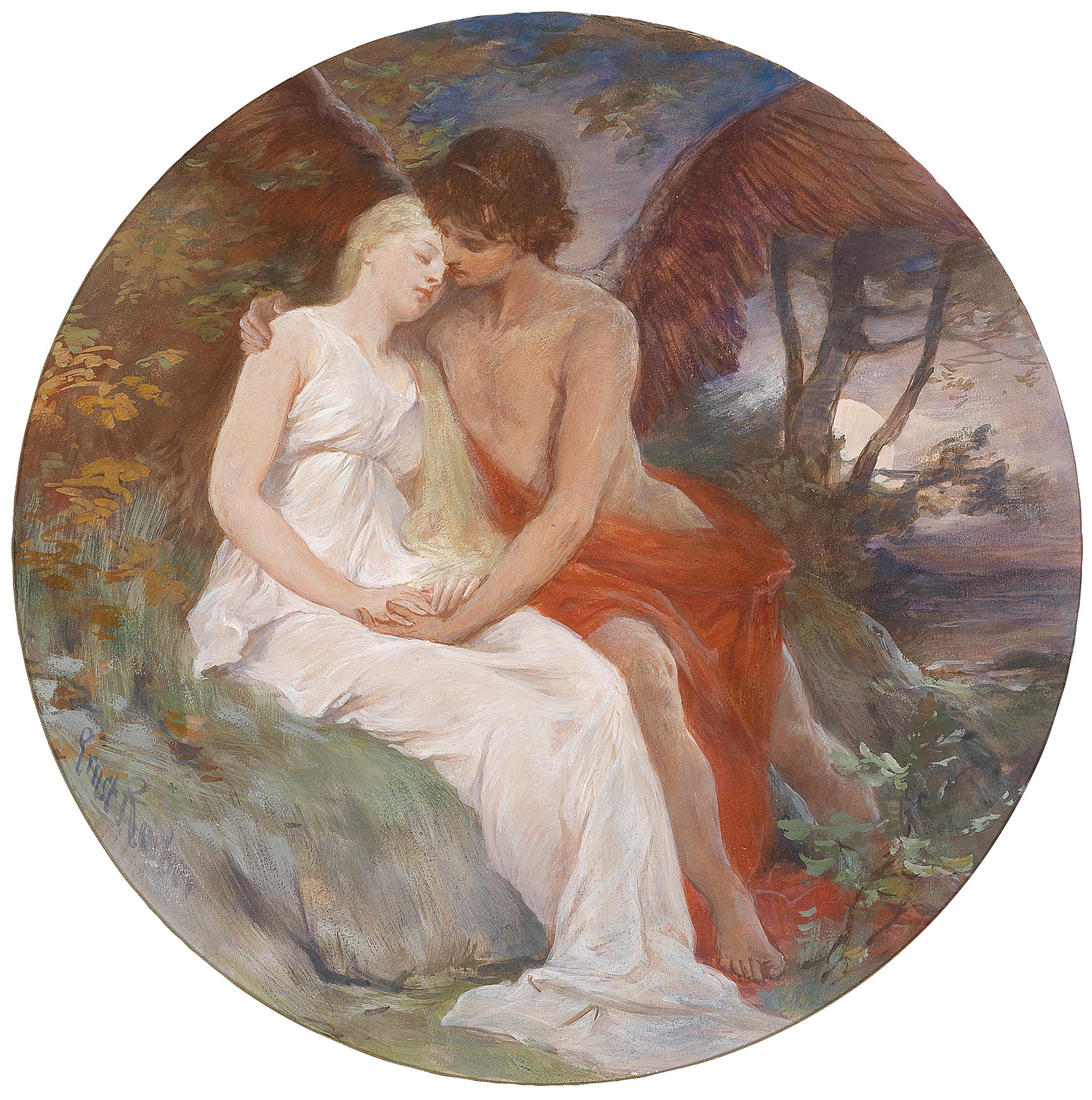
Amor und Psyche, Gouache auf Papier

Roeber schuf vorwiegend Allegorien, Historien- und Schlachtenbilder sowie dekorative Kunst. Sein Schaffen wird dem Wilhelminismus zugeordnet. Als Illustrator arbeitete er für Buchverlage und Zeitschriften, unter anderem für Die Gartenlaube.
- Ausmalung von Zwickeln und Lünetten im ersten Cornelius-Saal der Berliner Nationalgalerie, 1874 bis 1876, zusammen mit Eduard Bendemann, Rudolf Bendemann, Fritz Roeber und Wilhelm Beckmann[5]
- Attaque des Leutnants von Papen-Köningen vom Westfälischen Ulanen-Regiment Nr. 5 gegen französische 2. Husaren bei Bolchen vor Metz.[6]
- Einzug des Gegenkönigs Wilhelm von Holland in Köln
- Einzug der Ritter des deutschen Ordens in der Marienburg
- Allegorische und ornamentale Wanddekorationen der Kunstausstellung und der Textil- und Maschinenhalle auf der Gewerbe- und Kunstausstellung Düsseldorf 1880, zusammen mit Carl Gehrts, Karl Rudolf Sohn sowie Fritz Roeber[7]
- Sturm auf die Düppeler Schanzen 1864. Wandbild in der Ruhmeshalle Berlin, 1888
- Grundsteinlegung der Stadtmauer 1313. Wandbild im Stadtverordneten-Sitzungssaal in Danzig, zwischen 1892 und 1898.
- Wilhelm II. (in der Uniform der Gardes du Corps mit schwarzem Harnisch.) Sein Bruder Fritz hatte Kaiser Friedrich III. gemalt. Die beiden Kaiserbilder wurden 1893 bei Eduard Schulte ausgestellt und sollten als Seitenstücke zu dem Porträt von Kaiser Wilhelm I., gemalt von Camphausen, im Saal des neuen Elberfelder Rathauses ausgestellt werden.[8]
- Einführung des Christentums im Bergischen Land durch die Predigt des bergischen Apostels Suitbertus. Wandgemälde im Bergischen Saal des Rathauses Elberfeld, zwischen 1901 und 1903
- Niederwerfung des Dynasten Arnold von Elverfeld durch den Grafen Adolf von Berg vor den Mauern der Stadt. Wandgemälde im Bergischen Saal des Rathauses Elberfeld, zwischen 1901 und 1903[9]
- Arbeiter bei der Kabelverlegung 1880. sechs Meter langes Monumentalbild für das Carlswerk in Köln-Mülheim, Kölnisches Stadtmuseum
- Amor und Psyche. Gouache auf Papier
- Amorettentanz auf einer Waldwiese um einen Pfahl